# Amanita liquii
Amanita liquii (лат.) — гриб из рода мухомор (Amanita) семейства мухоморовые (Amanitaceae). Образует микоризу с Abies и Pinus. Произрастает на высоте до 4000 м в лесах Юго-Западного Китая с июля по сентябрь.

## Описание
- Шляпка диаметром 10—14 см, у молодых грибов полушаровидная, затем раскрывается до плоско-выпуклой, черновато-коричневая, с заметно разлинованным краем. На поверхности шляпки нередко заметны сероватые или буроватые остатки покрывала неправильной формы.
- Пластинки свободные от ножки, частые, белые или кремовые у молодых грибов, сероватые у зрелых.
- Ножка 13—17×1,5—3 см, беловатая или коричневатая, покрытая сероватыми или черноватыми чешуйками, ровная или сужающаяся кверху, без утолщения в основании. Кольцо отсутствует.
- Мякоть белого цвета, в основании ножки сероватая, без особого вкуса и запаха.
- Споры 11—24×9,5—20 мкм, шаровидной формы, неамилоидные.

## Сходные виды
- Amanita antillana Dennis, 1952
- Amanita beckeri Huijsman, 1962
- Amanita calopus Rammeloo & Walleyn, 1993
- Amanita ceciliae (Berk. & Broome) Bas, 1984
- Amanita cinctipes Corner & Bas, 1962
- Amanita colombiana Tulloss, Ovrebo & Halling, 1992
- Amanita sororcula Tulloss, Ovrebo & Halling, 1992